# Kolarstwo na Letniej Uniwersjadzie 2011 – BMX mężczyzn
Zawody w BMX mężczyzn na Letniej Uniwersjadzie 2011 zostały rozegrane 14 sierpnia 2011. Do rywalizacji przystąpiło 6 zawodników z 3 państw. Zawody składały się z półfinału (złożonego z 3 wyścigów) oraz finału.

## Wyniki
| Legenda | Legenda                           | Legenda | Legenda                  | Legenda | Legenda         | Legenda | Legenda                                               |
| ------- | --------------------------------- | ------- | ------------------------ | ------- | --------------- | ------- | ----------------------------------------------------- |
| DNF     | Zawodnik nie ukończył rywalizacji | DNS     | Zawodnik nie wystartował | DSQ     | Dyskwalifikacja | OTL     | Zawodnik nie ukończył rywalizacji w określonym czasie |

### Półfinał[1]
| Poz. | Zawodnik              | Reprezentacja | Wyścig 1 | Pkt. | Wyścig 2 | Pkt. | Wyścig 3 | Pkt. | Razem pkt. |
| ---- | --------------------- | ------------- | -------- | ---- | -------- | ---- | -------- | ---- | ---------- |
| 1    | Sergiej Demkin        | Rosja         | 31.864   | 1    | 31.883   | 2    | 48.050   | 4    | 7          |
| 2    | Jewgienij Kleszczenko | Rosja         | 32.968   | 2    | 31.391   | 1    | DNF      | 6    | 9          |
| 3    | Tautvydas Biknius     | Litwa         | 1:01.948 | 6    | 33.661   | 3    | 35.078   | 1    | 10         |
| 4    | Arminas Kazlauskis    | Litwa         | 33.673   | 4    | 33.956   | 4    | 35.420   | 2    | 10         |
| 5    | Kiriłł Jaszkin        | Rosja         | 33.655   | 3    | 34.950   | 5    | 57.843   | 5    | 13         |
| 6    | Kaito Fujiwara        | Japonia       | 38.498   | 5    | 35.389   | 6    | 37.220   | 3    | 14         |

### Finał[2]
| Poz. | Zawodnik              | Reprezentacja | Czas   | Strata  |
| ---- | --------------------- | ------------- | ------ | ------- |
|      | Jewgienij Kleszczenko | Rosja         | 31.654 |         |
|      | Kiriłł Jaszkin        | Rosja         | 32.587 | +0.933  |
|      | Tautvydas Biknius     | Litwa         | 32.731 | +1.077  |
| 4    | Arminas Kazlauskis    | Litwa         | 34.365 | +2.711  |
| 5    | Kaito Fujiwara        | Japonia       | 50.625 | +18.971 |
| 6    | Sergiej Demkin        | Rosja         | DNF    |         |